# Ocaria arpoxais
Ocaria arpoxais is een vlinder uit de familie van de Lycaenidae. De wetenschappelijke naam van de soort werd als Thecla arpoxais in 1887 gepubliceerd door Godman & Salvin.